# Forumciv
Forumciv (av organisationen skrivet ForumCiv), tidigare Forum Syd, är en ideell förening som förmedlar bidrag från Sida till utvecklingsprojekt.
Forumciv är en politiskt och religiöst obunden medlemsorganisation. Enligt organisations stadgar arbetar den för människors rättigheter. Arbetet går ut på att stärka människor som arbetar både för att hävda sina rättigheter och skapa långsiktig och hållbar utveckling. Forumciv har samarbete med ett stort antal organisationer och nätverk i civilsamhället världen över. Forumciv är en av Sidas ramorganisationer.

## Historia
Forumciv (då Forum Syd) bildades 1995 efter en sammanslagning av Svensk Volontärsamverkan (SVS) och Bistånd och information genom frivilliga organisationer, (BIFO). Ordförande för Forumcivs interimsstyrelse var Henrik Pederby som representerade medlemsorganisationen Diakonia i SVS:s styrelse.

## Medlemsorganisationer
Forumciv har 200 svenska medlemsorganisationer som arbetar med internationellt bistånd och globala frågor. Bland medlemmarna finns till exempel SOS Barnbyar, BRIS, RFSL och Afrikagrupperna.
Styrelseordförande är Magnus Lindell.

## Verksamhet
Forumciv arbetar med program för utveckling av demokrati och mänskliga rättigheter inriktat på kvinnors rättigheter, utveckling av lokal demokrati och mänskliga rättigheter samt miljö- och klimatfrågor. Inriktningen är att ge stöd till lokala organisationer och nätverk för att de ska öka sin egen kapacitet att långsiktigt arbeta med dessa frågor. I allt arbete finns ett nära samarbete mellan Forumciv och det lokala civilsamhället. Förutom kontoret i Sverige finns landkontor i Colombia, Kambodja, Kenya, Vilnius (program Belarus) och Liberia.
Forumciv vidareförmedlar bidrag från Sida till svenska organisationer som samarbetar med lokala organisationer i totalt 70 länder. Forumciv bedriver även opinionsarbete för en rättvis och hållbar utveckling samt stöd till svenska enskilda organisationers biståndsarbete världen över. Allt arbete sker enligt Sidas regelverk och anvisningar. Organisationer måste exempelvis vara demokratiskt uppbyggda för att få bidrag. 
Forumciv arbetar även med informationsarbete när det gäller globala utvecklingsfrågor, till exempel skatteflykt, land grabbing, miljö- och klimat samt civilsamhällets villkor och utveckling.

## Ekonomi
Varje år får Forumciv cirka 200 miljoner av Sida. Miljonerna fördelas till biståndsorganisationer som inte kvalificerat sig för att få medel direkt av Sida.
Verksamheten finansieras till största delen genom ekonomiskt stöd från Sida, men även från EU och utländska myndigheter och ambassader. Forumciv är också juridisk huvudman för nätverket och webbplatsen Globalportalen, med ett 50-tal medlemsorganisationer.

## Övrigt
Liberala ungdomsförbundet har riktat kritik mot dåvarande Forum Syds tidigare hantering av bidragsförmedling till enskilda organisationer. 